# Terna
Terna (Terna Group) — Rete Elettrica Nazionale S.p.A. — итальянская компания, владеет сетью высоковольтных линий в Италии. Рыночная доля компании составляет 98 %, что делает компанию монополистом в данном секторе итальянской энергетики.
Ранее компания являлась дочерней компанией, находившейся в полной собственности компании Enel. В 2004 году акции Terna были предложены широкому кругу инвесторов.

## История
Компания была создана в 1999 году как дочерняя структура энергетической компании Enel по управлению высоковольтными сетями. В 2004 году акции Terna были размещены на Итальянской фондовой бирже. К 2012 году Enel полностью вышла из состава акционеров Terna. В 2009 году был продан бразильский филиал «Terna Participações». В 2015 году за 757 млн евро была куплена высоковольтная сеть итальянского оператора железных дорог Ferrovie dello Stato Italiane. В ноябре 2019 года компания завершила прокладку подводного кабеля длиной 445 км, связавшего Италию с Черногорией. Стоимость проекта оценивалась в 1,1 млрд евро.

## Собственники и руководство
Крупнейшим акционером является государственный инвестиционный банк Cassa Depositi e Prestiti (29,85 %).
- Игор Де Биазио (Igor de Biasio, род. 18 ноября 1977 года) — председатель совета директоров с мая 2023 года. До этого возглавлял компанию Arexpo[итал.][6].
- Джузеппина Ди Фоджа (Giuseppina Di Foggia, род. 16 июля 1969 года) — генеральный директор (CEO) с мая 2023 года. До этого возглавляла итальянский филиал Nokia[7].

## Деятельность
Основное направление деятельности — управление высоковольтными сетями Италии. По состоянию на 2022 год под управлением компании находилось 68 105 км линий электропередач, 901 подстанция и 768 трансформаторов. Дополнительная деятельность включает обслуживание электрических и телекоммуникацонных сетей. Terna осуществляет деятельность только в Италии.
В 2024 году компания получила 1 млрд евро чистой прибыли (на 19,9 % выше, чем в 2023 году). Доходы составили 3,68 млрд евро, операционная маржа составила 2,56 млрд евро. Размер дивидендов в 2024 году составил 39.62 евроцентов на акцию.
В 2024 году размер инвестиций компании составил 2.7 млрд евро. С 2024 по 2028 год компания планирует осуществить инвестиции на сумму 17,7 млрд евро.